# フジテレビ平日午前テレビショッピング枠
フジテレビ平日午前テレビショッピング枠（フジテレビへいじつごぜんテレビショッピングわく）は、フジテレビ及び一部の系列局で毎週月曜日～金曜日の昼、午前11時頃に放送されているテレビショッピングの箱番組の事である。2010年3月以降は、『いいものプレミアム』（2012年4月以降は『ノンストップ!』内で放送）が該当する。

## 概要
夕方4時枠で放送されていたフジテレビの関東ローカルの生活情報番組『東京ホームジョッキー』で大成功を収めたテレビショッピング企画を受け継ぎ、また1970年代にフジサンケイグループが推進していた通信販売事業戦略「リビング作戦」の中核となっていた生活情報番組『リビング11』（平日午前11時台に放送）に由来するテレビショッピング枠である。

## 各タイトルリスト
- リビング11（1972年4月 - 1982年3月）
- ワイドワイドフジ（1982年4月 - 1985年3月）
- いいものセレクション（1985年4月 - 2000年3月）
- いいものふぁんくらぶ通信（2000年4月 - 2001年3月）
- いいものブラボー（2001年4月 - 2007年3月）
- わかちょショッピング「買っトク!」（2007年4月 - 2007年9月）※一部にみられる「買いトク」は誤表記である。
- ハピふる!ショッピング ファイヤー!バイヤー!!→いいものWAVE（VTR）（2007年10月 - 2008年9月）
- キニナル!SHOP いいものプレミアム→楠田枝里子のいいものプレミアム（2008年9月 - 2010年3月）
- いいものプレミアム（2010年3月 - ）

## 出演者
太字：現在放映中の出演者
- 中野安子
- 阪田陽子
- 山本潤
- 相川聡
- パンチ佐藤
- 冨田憲子（フジテレビアナウンサー（当時）、現同局報道キャスター）
- 柏木厚司
- セリー
- 山名恵子
- 塩見誠一郎
- 久保恵子
- 松田朋恵
- 岩本輝雄
- 楠田枝里子
- ヒデ（ペナルティ）
- 神崎ゆう子
- サヘル・ローズ
- 大島由香里

## その他
- 「リビング11」時代から産経新聞（東京本社版）朝刊に放送当日の商品情報の5段広告を掲載している。